# مایوری
مایوری (به ایتالیایی: Maiori) یک کومونه در ایتالیا است که در استان سالرنو واقع شده‌است.

## خصوصیات
مایوری ۱۶ کیلومترمربع مساحت و ۵٬۶۸۵ نفر جمعیت دارد و ۵ متر بالاتر از سطح دریا واقع شده‌است.